# Paradise Lost
A Paradise Lost egy angol gothic metal együttes, amely 1988-ban alakult Halifaxban. A Paradise Lost – a My Dying Bride és az Anathema zenekarokkal közösen – a doom-death metal és a gothic metal stílusalapítói voltak az 1990-es évek elején. Az együttes nevét John Milton angol költő 1667-ben írt Elveszett paradicsom című művéről kapta.

## Történet
A Nick Holmes énekes, Greg Mackintosh gitáros, Aaron Aedy gitáros, Stephen Edmondson gitáros és Matthew Archer alkotta csapat debütáló albuma 1990-ben jelent meg Lost Paradise címmel a Peaceville kiadónál. Következő lemezük, a stílusdefiniáló Gothic egy évvel később jelent meg. A korábbi death metal stílusjegyeket a doom metal vontatottabb tempójával ötvözték, Nick Holmes durva hörgő énektémáival kontrasztban pedig operás női éneket is alkalmaztak. A Music For Nations kiadóhoz szerződve a következő albumokon egyre inkább letisztult a Paradise Lost hangzása, a metal mellett folyamatosan egyre több teret kaptak a gothic rock hatásaik. Népszerűségük csúcsát az 1995-ben megjelent Draconian Times albumuk idején érték el. Ekkor már Lee Morris dobolt az együttesben.
Az 1997-es One Second lemezen új irányba fordult a Paradise Lost, amikor beemelték hangzásukba az elektronikus zenékre jellemző gépi effekteket, loopokat és hangmintákat, nagy csalódást okozva ezzel a korai éra rajongóinak, de egyben újakat is toborozva. Az EMI-nál megjelent következő albumon (Host, 1999) még tovább léptek ebbe az irányba és a gitárok szinte teljesen eltűntek a dalokból. Azóta lemezről lemezre fokozatosan hoznak vissza egyre többet régi énjükből. A 2007-es In Requiem című albumukat (amely már a Century Medianál jelent meg) a kritikusok az 1993-as Icon c. klasszikus Paradise Lost lemezhez hasonlították. A Lee Morris helyére 2004-ben érkező Jeff Singer dobos 2008-ban lépett ki az együttesből. A Paradise Lost új dobosa Adrian Erlandsson (ex-At the Gates, ex-Cradle of Filth) lett. A zenekar jelenleg új albumának felvételén dolgozik.

## Tagok

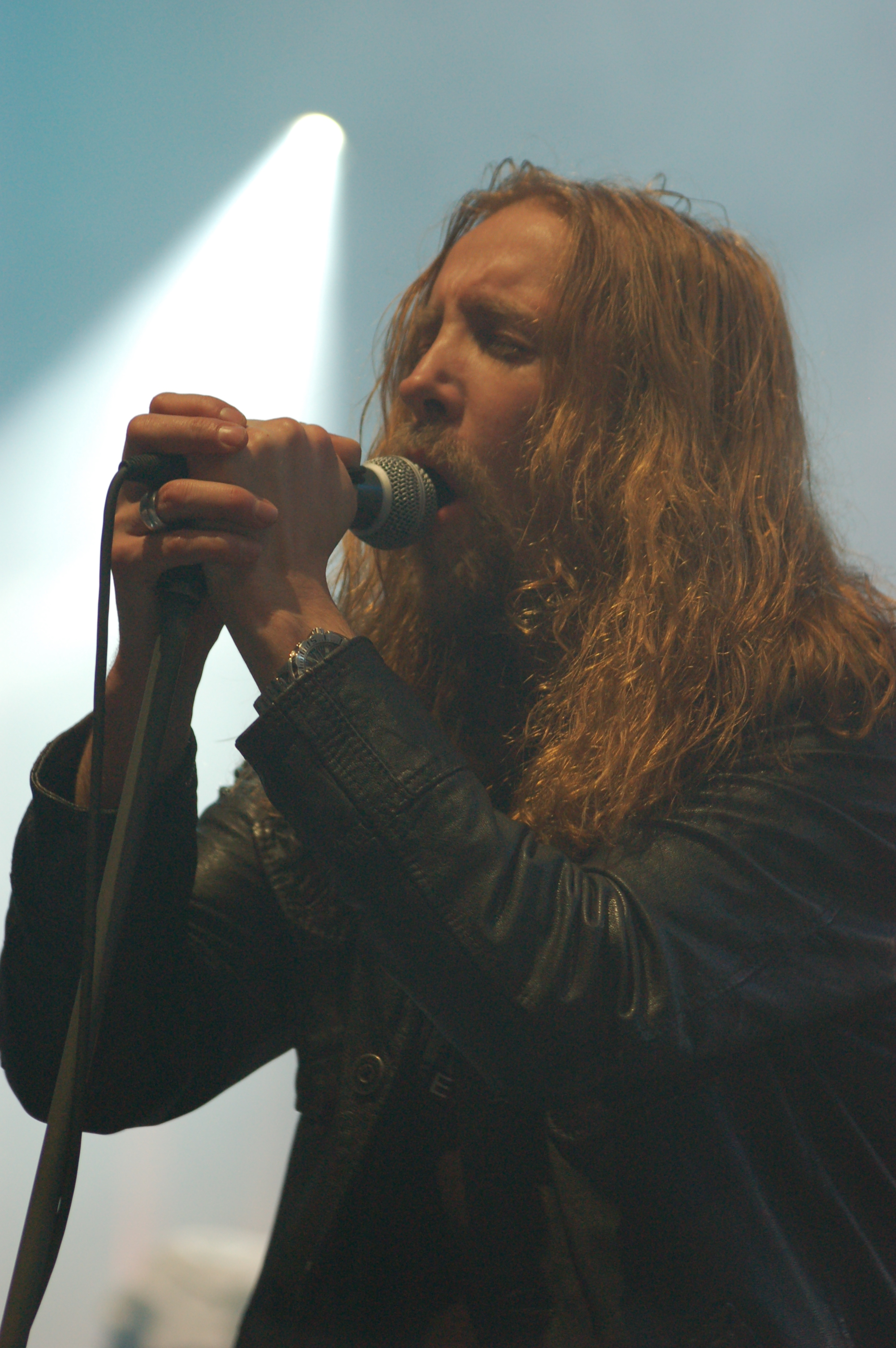
Nick Holmes énekes.

- Nick Holmes – ének (1988-napjainkig)
- Greg Mackintosh  – szólógitár (1988-napjainkig)
- Aaron Aedy – ritmusgitár (1988-napjainkig)
- Steve Edmondson – basszusgitár (1988-napjainkig)
- Adrian Erlandsson – dobok (2009-napjainkig)

### Korábbi tagok
- Matthew Archer – dobok (1988-1994)
- Lee Morris – dobok (1994-2004)
- Jeff Singer – dobok (2004-2008)

### Kisegítő zenészek
- Mark Heron – dobok (2008)
- Peter Damin – dobok (2009)

## Diszkográfia
| - 1990 – Lost Paradise - 1991 – Gothic - 1992 – Shades of God - 1993 – Icon - 1995 – Draconian Times - 1997 – One Second - 1999 – Host - 2001 – Believe in Nothing - 2002 – Symbol of Life - 2005 – Paradise Lost - 2007 – In Requiem - 2009 – Faith Divides Us - Death Unites Us - 2012 - Tragic Idol - 2015 - The Plague Within - 2017 - Medusa - 2020 - Obsidian - 1993 – As I Die - 1994 – Seals the Sense - 1993 – Gothic - 1995 – The Last Time - 1995 – Forever Failure - 1997 – True Belief - 1997 – Say Just Words - 1997 – One Second - 1999 – So Much is Lost - 1999 – Permanent Solution - 2001 – Mouth - 2001 – Fader - 2002 – Erased - 2005 – Forever After - 2007 – The Enemy | - 2003 – At the BBC (Live 1992-1995) - 2008 – The Anatomy of Melancholy - 2011 - Draconian Times MMXI - 1997 – The Singles Collection (kislemezek gyűjteménye) - 1998 – Reflection (Best of 1988-1998) - 2009 – Drown in Darkness (korai demók gyűjteménye) VHS - 1990 – Live Death (koncert) - 1994 – Harmony Breaks (koncert) - 1999 – One Second Live (koncert) DVD - 2002 – Evolve (Harmony Breaks + One Second Live) - 2007 – Over the Madness (documentary) - 2008 – The Anatomy of Melancholy (koncert) - 2011 - Draconian Times MMXI (koncert) |